# Dar'ja Bajandina
Dar'ja Aleksandrovna Bajandina (in russo Дарья Александровна Баяндина?; Mosca, 1º novembre 1996) è una sincronetta russa due volte campionessa del mondo con la squadra della Russia.
È sorella gemella di Anastasija Bajandina, anche lei campionessa internazionale di nuoto sincronizzato.

## Carriera
A livello giovanile Dar'ja Bajandina si è laureata campionessa mondiale nel duo, gareggiando insieme alla sorella Anastasija, durante i campionati di Helsinki 2014, oltre a vincere un altro oro nella gara a squadre e una medaglia d'argento nel libero combinato.
Entrata a far parte della Nazionale maggiore, vince con la Russia due titoli mondiali ai campionati di Budapest 2017 partecipando ai programmi tecnico e libero della gara a squadre. In seguito, in occasione dei campionati europei di Glasgow 2018, vince anche i suoi primi titoli continentali.

## Palmarès
- Mondiali di nuoto

Budapest 2017: oro nella gara a squadre (programma tecnico e libero).
- Europei di nuoto

Glasgow 2018: oro nella gara a squadre (programma tecnico e libero).
- Mondiali giovanili

Helsinki 2014: oro nel duo e nella gara a squadre, argento nel libero combinato.